# Uienrooier

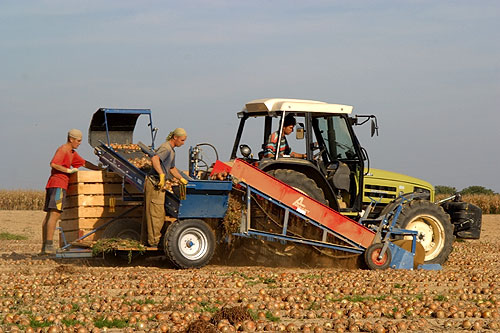
Opnemen van gerooide uien

Een uienrooier is een landbouwwerktuig waarmee uien worden geoogst. Een moderne machine kan automatisch werken, maar ook met handbediening.
Er zijn uienrooiers met beitelscharen, met een vierkante aangedreven rooistaaf of met schijven. Ook worden aangepaste aardappelrooiers gebruikt, die meestal voor het verzamelrooien een zijtransporteur hebben. Bij rooiers met beitelscharen nemen de beitels de grond met de uien op. Een rooier met een vierkante aangedreven rooistaaf wordt getrokken door een tractor. Een schijvenrooier zit voor op een tractor.
Verzamelrooiers storten de gerooide uien meteen in een meerijdende transportwagen. Bij voorraadrooien komen de uien op leggers in het veld te liggen om na droging te worden opgenomen. Hiervoor zijn vaak aangepaste aardappelverzamelrooiers in gebruik. 